# Weerberg
Weerberg ist eine Gemeinde mit 2512 Einwohnern (Stand 1. Jänner 2024) im Bezirk Schwaz, Tirol (Österreich). Die Gemeinde liegt im Gerichtsbezirk Schwaz.
Als beliebtes Wohngebiet hat Weerberg einen hohen Auspendleranteil aufzuweisen. Es gibt aber auch einen moderaten Einpendleranteil.

## Geografie
Weerberg liegt auf einer Mittelgebirgsterrasse an der Südseite des Unterinntals. Der Weerbach bildet zum großen Teil die westliche Grenze zur Gemeinde Kolsassberg und somit zum Bezirk Innsbruck-Land. Das Siedlungsgebiet dehnt sich in den Ortsteilen Außer-, Mitter- und Innerweerberg aus und erreicht eine Ausdehnung von fast 14 km.
Bedeutende Berge im Gemeindegebiet sind der 2762 m hohe Rastkogel und  der 2506 m hohe Gilfert, beide in den Tuxer Alpen gelegen.

### Nachbargemeinden
|                                   | Weer                                        | Pill      |
| Kolsassberg (Bez. Innsbruck-Land) | Kompassrose, die auf Nachbargemeinden zeigt | Fügenberg |
|                                   | Tux                                         | Hippach   |

## Geschichte
Das Gebiet von Weerberg wurde zu Beginn des 6. Jahrhunderts von den Bajuwaren besiedelt. Aus dieser Zeit stammt eine Vogelkopfnadel, die am heutigen Kirchenhügel gefunden wurde.
Das erste Schriftzeugnis des Flurnamens findet sich in einer Urkunde der Abtei St. Georgenberg aus dem Jahr 1285 und lautet Werberch. Die frühesten Aufzeichnungen aus dem 13. Jahrhundert weisen darauf hin, dass die Kirche zum hl. Petrus um 1250 erbaut wurde. Das Inntaler Steuerbuch von 1312 zeigt, dass Weerberg damals 116 Einwohner hatte.
Ab dem Jahr 1462 sind „Taidings“ nachgewiesen. Jeweils im Mai und im Oktober sprach ein Richter Recht über dörfliche Streitfälle. Aus dem Pfarrarchiv von 1491 geht hervor, dass Weerberg bereits eine eigene Gemeinde war.
In den Jahren 1742 bis 1752 wird die Kirche St. Peter nach Plänen von Pfarrer Franz de Paula Penz neu gebaut. Mit der Fertigstellung wurde Weerberg eine eigene Pfarrkuratie.
Seit Beginn des 19. Jahrhunderts findet in Weerberg ein Schulunterricht statt, ein eigenes Schulgebäude, das heutige „Schusterhaus“, wird 1840 errichtet. Im Jahr 1872 wird die neue Pfarrkirche „Unbefleckten Empfängnis Mariä“ nach zehnjähriger Bauzeit geweiht.
Das E-Werk „Innermühllehen“ wird im Jahr 1924 gebaut und 1926 erhalten 16 Interessenten die Erlaubnis, je zwei Glühlampen an das Stromnetz anzuschließen. Der erste Telefonanschluss wird 1928 als öffentliche Sprechzelle beim Kirchenwirt eingerichtet.

### Bevölkerungsentwicklung
| Weerberg: Einwohnerzahlen von 1869 bis 2024         | Weerberg: Einwohnerzahlen von 1869 bis 2024 | Weerberg: Einwohnerzahlen von 1869 bis 2024 | Weerberg: Einwohnerzahlen von 1869 bis 2024 | Weerberg: Einwohnerzahlen von 1869 bis 2024 |
| --------------------------------------------------- | ------------------------------------------- | ------------------------------------------- | ------------------------------------------- | ------------------------------------------- |
| Jahr                                                |                                             |                                             |                                             | Einwohner                                   |
| 1869                                                | 1869                                        |                                             | 908                                         | 908                                         |
| 1880                                                | 1880                                        |                                             | 906                                         | 906                                         |
| 1890                                                | 1890                                        |                                             | 887                                         | 887                                         |
| 1900                                                | 1900                                        |                                             | 851                                         | 851                                         |
| 1910                                                | 1910                                        |                                             | 940                                         | 940                                         |
| 1923                                                | 1923                                        |                                             | 1.022                                       | 1.022                                       |
| 1934                                                | 1934                                        |                                             | 1.058                                       | 1.058                                       |
| 1939                                                | 1939                                        |                                             | 979                                         | 979                                         |
| 1951                                                | 1951                                        |                                             | 1.201                                       | 1.201                                       |
| 1961                                                | 1961                                        |                                             | 1.281                                       | 1.281                                       |
| 1971                                                | 1971                                        |                                             | 1.478                                       | 1.478                                       |
| 1981                                                | 1981                                        |                                             | 1.700                                       | 1.700                                       |
| 1991                                                | 1991                                        |                                             | 1.987                                       | 1.987                                       |
| 2001                                                | 2001                                        |                                             | 2.200                                       | 2.200                                       |
| 2011                                                | 2011                                        |                                             | 2.328                                       | 2.328                                       |
| 2021                                                | 2021                                        |                                             | 2.482                                       | 2.482                                       |
| 2024                                                | 2024                                        |                                             | 2.512                                       | 2.512                                       |
| Quelle(n): Statistik Austria, Gebietsstand 1.1.2021 |                                             |                                             |                                             |                                             |

## Kultur und Sehenswürdigkeiten

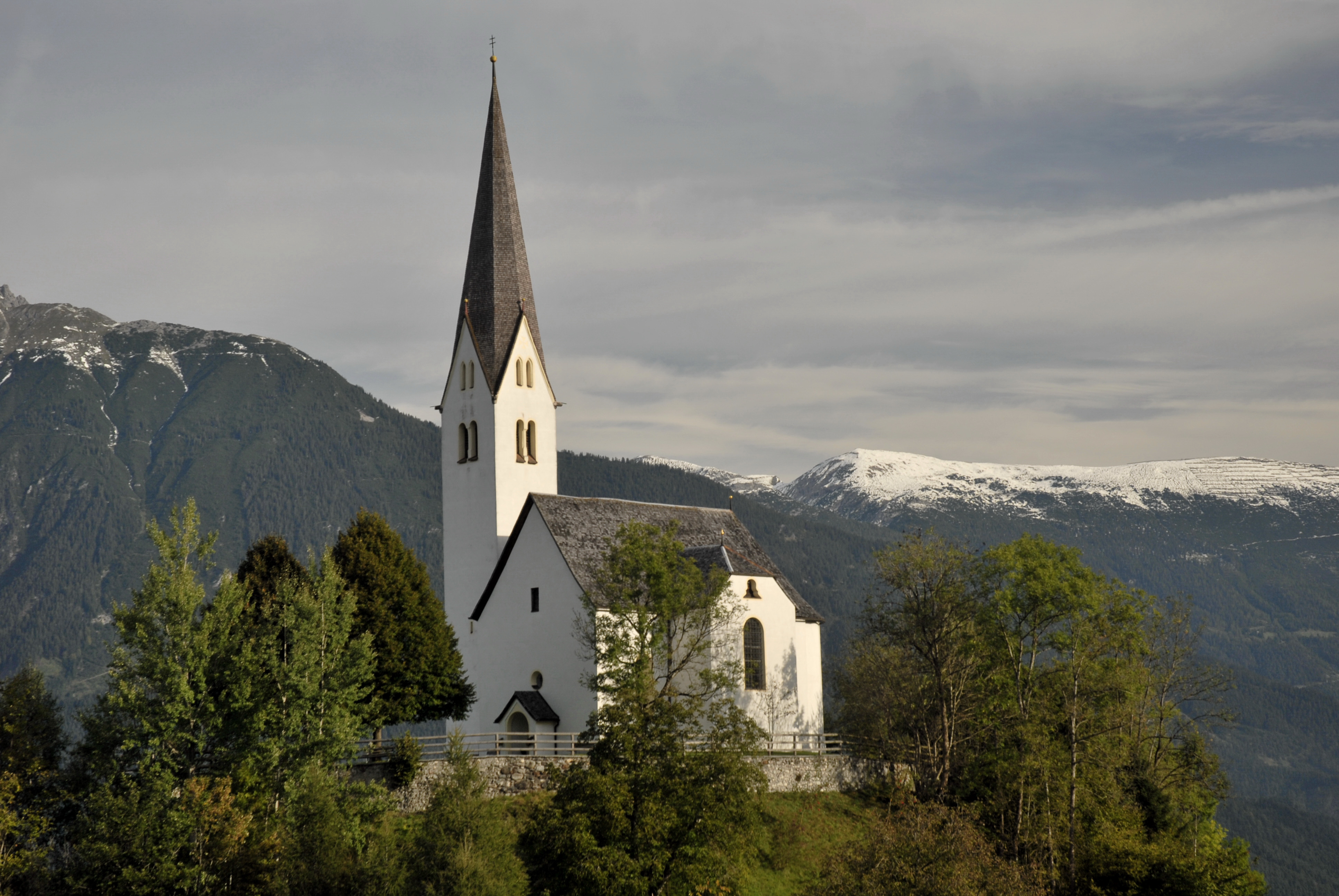
Alte Pfarrkirche Weerberg

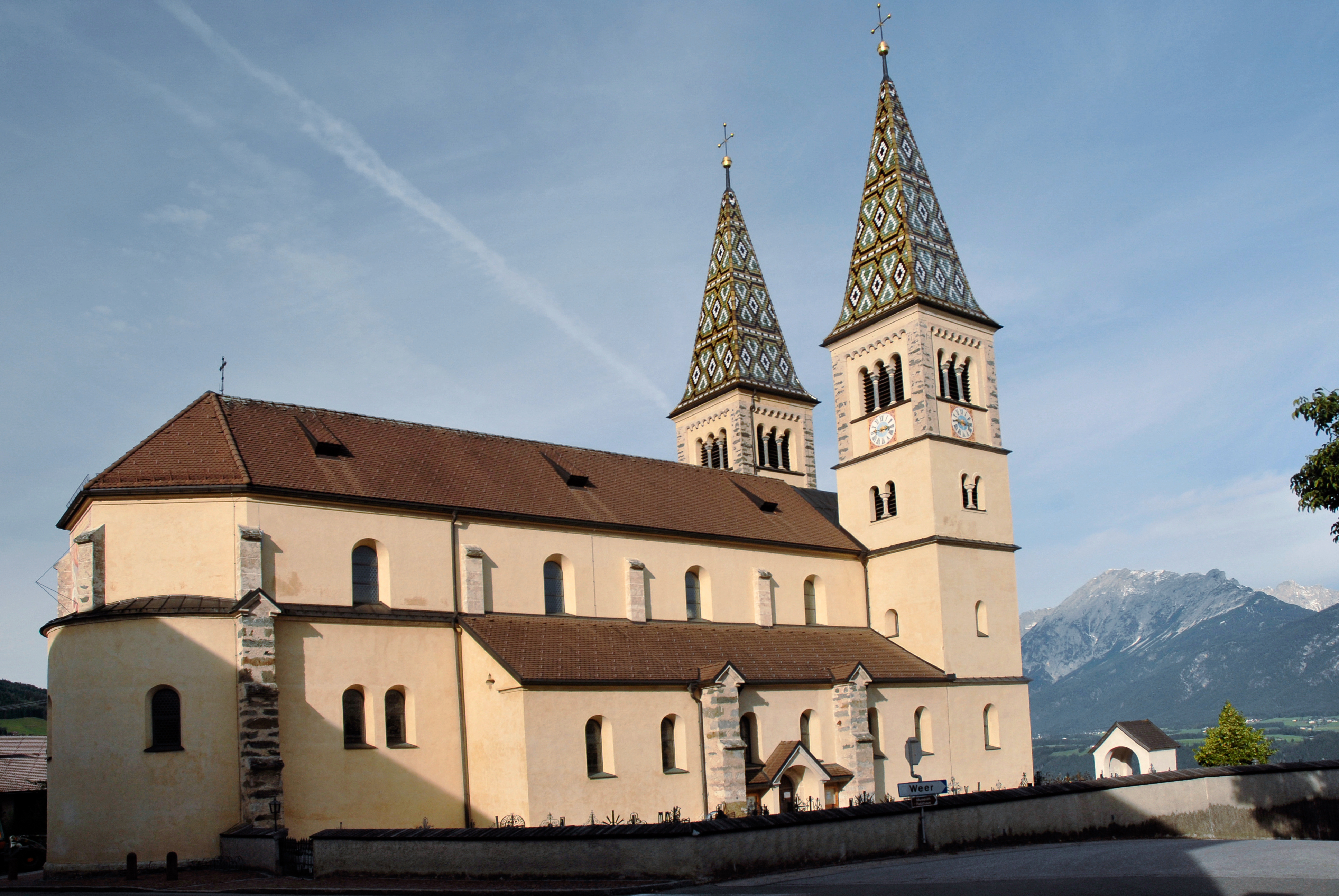
Neue Pfarrkirche Weerberg

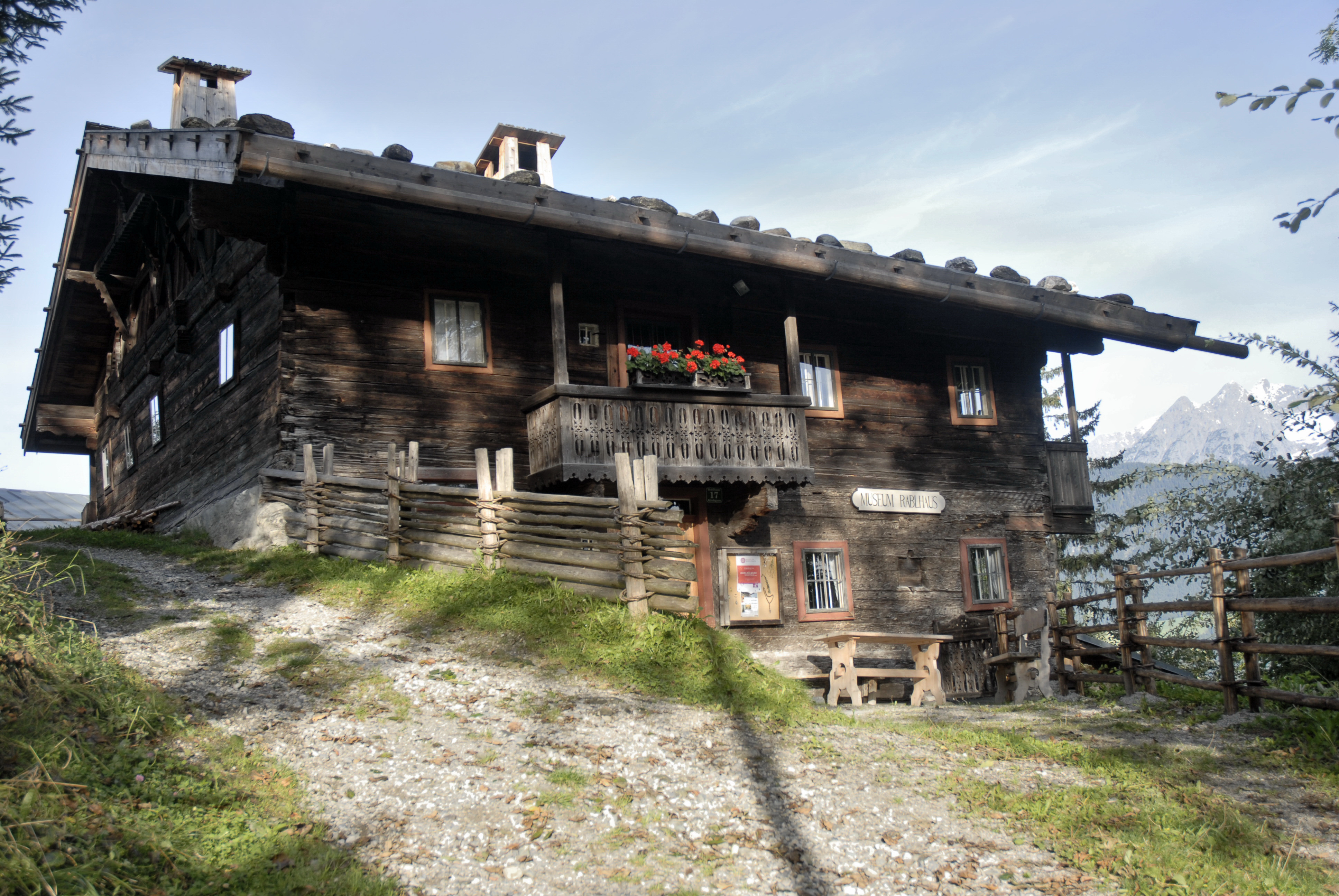
Museum Rablhaus

- Alte Pfarrkirche Weerberg hl. Petrus
- Neue Pfarrkirche Weerberg Mariä Empfängnis
- Museum Rablhaus
- Berghütte Steindl, 1963–1964 mit Architekt Josef Lackner erbaut[2]

## Wirtschaft und Infrastruktur

### Wirtschaftssektoren
Von den 120 landwirtschaftlichen Betrieben des Jahres 2010 wurden 50 im Haupt-, 54 im Nebenerwerb, fünf von Personengemeinschaften und elf von juristischen Personen geführt. Diese elf bewirtschafteten sechzig Prozent der Flächen. Die größten Arbeitgeber des Produktionssektors waren die Bauwirtschaft und der Bereich Herstellung von Waren. Im Dienstleistungssektor waren ein Drittel der Erwerbstätigen in sozialen und öffentlichen Diensten und ein Viertel im Bereich Beherbergung und Gastronomie beschäftigt.
| Wirtschaftssektor            | Anzahl Betriebe | Anzahl Betriebe | Erwerbstätige | Erwerbstätige |
| Wirtschaftssektor            | 2011            | 2001            | 2011          | 2001          |
| ---------------------------- | --------------- | --------------- | ------------- | ------------- |
| Land- und Forstwirtschaft 1) | 120             | 133             | 90            | 110           |
| Produktion                   | 27              | 21              | 70            | 74            |
| Dienstleistung               | 74              | 39              | 137           | 118           |

1) Betriebe mit Fläche in den Jahren 2010 und 1999

### Arbeitsmarkt, Pendeln
Von den fast 1300 Erwerbstätigen, die 2011 in Weerberg wohnten, pendelten achtzig Prozent in ihre Arbeitsstätten aus.

### Tourismus
Aufgrund der Position der vorderen Ortsteile auf einer Mittelgebirgsterrasse hoch über dem Inntal, besteht bei gutem Wetter ein ungestörter Ausblick bis nach Innsbruck. Aufgrund seiner Lage ist Weerberg ein bedeutender Erholungsort.
Weerberg ist ein beliebter Ort für Radfahrer, besonders für Mountainbiker. Besonders stark frequentiert ist der Anstieg von Pill im Inntal quer durch Weerberg bis zur Weidener Hütte und Nafing.
Im Winter gibt es zwei Skilifte, die relativ leichte Abfahrten erschließen. Der Hüttegglift Weerberg befördert seit 1985 Wintersportler von 1250 Metern Seehöhe auf 1500 Meter. In der Wintersaison 2024/25 wurden etwa 170.000 Bergfahrten durchgeführt. Der Schwannerlift befindet sich auf Höhe des Dorfzentrums und weist eine Länge von ca. 250 Metern auf. Seit längerer Zeit ist ein Anschluss an das Skigebiet Hochfügen angedacht, welcher jedoch aus Sicht der Umweltverträglichkeit und aufgrund der Abneigung vieler Einheimischer über dieses Projekt mehr als umstritten ist.
Die jährlich rund 45.000 Übernachtungen verteilen sich auf eine kurze Wintersaison von Ende Dezember bis Anfang März und eine längere Sommersaison (Stand 2019).

## Politik

### Gemeinderat
Der Gemeinderat hat 15 Mitglieder:
| Partei                                                | 2022  | 2022    | 2016  | 2016    | 2010  |
| Partei                                                | %     | Mandate | %     | Mandate | %     |
| ----------------------------------------------------- | ----- | ------- | ----- | ------- | ----- |
| Allgemeine Weerberger Liste                           | 18,78 | 3       | 37,98 | 6       | 41,59 |
| Projekt Weerberg                                      | 36,01 | 6       | 56,74 | 9       | 53,30 |
| Neues für Weerberg SPÖ und Parteiunabhängige          | 05,18 |         | 05,26 | 0       | –     |
| Echt. Stark. Sozial. SPÖ Weerberg-SozialdemokratInnen |       |         | –     | –       | 05,11 |
| Liste Lebenswertes Weerberg                           | 40,03 | 6       |       |         |       |

### Bürgermeister
- 2004–2015 Ferdinand Angerer[14]
- seit 2015 Gerhard Angerer (Projekt Weerberg)[15][16]

### Wappen
Blasonierung: Von Silber und Grün mit einer Stufe geteilt, im oberen Feld ein liegender schwarz-goldener Schlüssel.
Das 1976 verliehene Gemeindewappen verweist mit dem Schlüssel als Attribut des hl. Petrus auf das Patrozinium der alten Pfarrkirche und mit der Stufe auf die Lage der Gemeinde auf der Mittelgebirgsterrasse.

## Persönlichkeiten
- Alois Winkler (1848–1931), Bildhauer
- Theresia Schiffmann (* 1958), Bäuerin und ÖVP-Politikerin, Gemeinderätin in Weerberg
- Christine Sponring (* 1983), Skirennläuferin